# اوژن موژن
اوژن موژن (انگلیسی: Eugène Mougin; ۱۷ نوامبر ۱۸۵۲ – ۲۸ دسامبر ۱۹۲۳) کماندار اهل فرانسه بود.